# Sven Fischer
Sven Fischer (Schmalkalden, 16 april 1971) is een voormalig Duits biatleet.
Met meer dan dertig overwinningen in de wereldbeker biatlon en Olympische medailles op vier Olympische Winterspelen, de meest succesvolle Duitse biatleet van de jaren 1990 en de eerste jaren van de 21e eeuw. Hij was ook een betrouwbaar lid van de Duitse aflossingsploeg waarmee hij vele successen behaalde.
In mei 2007, na het seizoen 2006/2007, kondigde de 36-jarige Fischer aan dat hij stopte met de competitiesport. Hij is sinds het seizoen 2007/2008 als expert-commentator van biatlonwedstrijden bij de Duitse televisiezender ZDF aan de slag.

## Resultaten

### Olympische Winterspelen
| Jaar | Plaats         | Onderdeel   | Onderdeel | Onderdeel     | Onderdeel  | Onderdeel |
| Jaar | Plaats         | Individueel | Sprint    | Achtervolging | Massastart | Estafette |
| ---- | -------------- | ----------- | --------- | ------------- | ---------- | --------- |
| 1994 | Lillehammer    | ↑           | 7e        |               |            | ↑         |
| 1998 | Nagano         | 16e         | 29e       | ↑             |            |           |
| 2002 | Salt Lake City | 29e         | ↑         | 12e           | ↑          |           |
| 2006 | Turijn         | 17e         | ↑         | ↑             | 17e        | ↑         |

### Wereldkampioenschappen
| Jaar | Plaats            | Onderdeel                               | Onderdeel                               | Onderdeel                               | Onderdeel                               | Onderdeel                               | Onderdeel          | Onderdeel |
| Jaar | Plaats            | Individueel                             | Sprint                                  | Achtervolging                           | Massastart                              | Estafette                               | Gemengde estafette | Team      |
| ---- | ----------------- | --------------------------------------- | --------------------------------------- | --------------------------------------- | --------------------------------------- | --------------------------------------- | ------------------ | --------- |
| 1993 | Borovets          | –                                       | 20e                                     |                                         |                                         | Brons                                   |                    | Goud      |
| 1994 | Canmore           |                                         |                                         |                                         | –                                       |                                         |                    |           |
| 1995 | Antholz           | –                                       | 26e                                     | Goud                                    | –                                       |                                         |                    |           |
| 1996 | Ruhpolding        | 22e                                     | 19e                                     | Zilver                                  | 6e                                      |                                         |                    |           |
| 1997 | Brezno-Osrblie    | 5e                                      | 24e                                     | 23e                                     | Goud                                    | –                                       |                    |           |
| 1998 | Pokljuka          |                                         |                                         | 4e                                      |                                         | Zilver                                  |                    |           |
| 1999 | Kontiolahti       | Goud                                    | 7e                                      | Brons                                   | Goud                                    | 4e                                      |                    |           |
| 2000 | Oslo Holmenkollen | 19e                                     | 40e                                     | 13e                                     | 13e                                     | Brons                                   |                    |           |
| 2001 | Pokljuka          | 11e                                     | 5e                                      | Brons                                   | Brons                                   | 12e                                     |                    |           |
| 2002 | Oslo Holmenkollen | Niet gehouden vanwege Olympische Spelen | Niet gehouden vanwege Olympische Spelen | Niet gehouden vanwege Olympische Spelen | –                                       |                                         |                    |           |
| 2003 | Chanty-Mansiejsk  | 22e                                     | 12e                                     | 11e                                     | Zilver                                  | Goud                                    |                    |           |
| 2004 | Oberhof           | 23e                                     | 16e                                     | 8e                                      | 11e                                     | Goud                                    |                    |           |
| 2005 | Hochfilzen        | 4e                                      | Zilver                                  | Brons                                   | Zilver                                  | 6e                                      | –                  |           |
| 2006 | Pokljuka          | Niet gehouden vanwege Olympische Spelen | Niet gehouden vanwege Olympische Spelen | Niet gehouden vanwege Olympische Spelen | Niet gehouden vanwege Olympische Spelen | Niet gehouden vanwege Olympische Spelen | 10e                |           |
| 2007 | Antholz           | 20e                                     | 43e                                     | 17e                                     | 5e                                      | 3e                                      | –                  |           |

### Wereldbeker
Eindklasseringen
| Seizoen   | Algemeen | Individueel | Sprint | Achtervolging | Massastart |
| --------- | -------- | ----------- | ------ | ------------- | ---------- |
| 1992/1993 | 6e       |             |        |               |            |
| 1993/1994 | Zilver   |             |        |               |            |
| 1994/1995 | 18e      |             |        |               |            |
| 1995/1996 | Brons    |             |        |               |            |
| 1996/1997 | Goud     | 5e          | Zilver | Zilver        |            |
| 1997/1998 | Brons    | 9e          | 4e     | Goud          |            |
| 1998/1999 | Goud     | Zilver      | Goud   | Zilver        | Goud       |
| 1999/2000 | Brons    | –           | –      | –             | –          |
| 2000/2001 | 5e       | 4e          | 7e     | 5e            | Goud       |
| 2001/2002 | 4e       | 20e         | Goud   | 5e            | Brons      |
| 2002/2003 | 10e      | 45e         | 5e     | 12e           | 10e        |
| 2003/2004 | 9e       | 4e          | 16e    | 10e           | 4e         |
| 2004/2005 | Zilver   | Brons       | Zilver | Goud          | Brons      |
| 2005/2006 | Brons    | 4e          | 4e     | Zilver        | 4e         |
| 2006/2007 | 6e       | 17e         | 5e     | 6e            | 6e         |